# Jiřice u Humpolce
Jiřice (deutsch Jirschitz) ist eine Gemeinde in Tschechien. Sie liegt drei Kilometer nordwestlich von Humpolec und gehört zum Okres Pelhřimov.

## Geographie
Jiřice befindet sich am Hügel Vaňkův kopec (590 m) in der Böhmisch-Mährischen Höhe. Im Norden und Osten führt die Trasse der Autobahn D 1 vorbei, deren nächste Abfahrt bei Koberovice liegt.
Nachbarorte sind Háj und Horní Rápotice im Norden, Brunka und Světlický Dvůr im Nordosten, Humpolec im Südosten, Hněvkovice im Süden, Močidla im Südwesten, Petrovice und Lhotka im Westen sowie Speřice und Radostin im Nordwesten.

## Geschichte
Der Ort ist eine Gründung des Prämonstratenserklosters Želiv. Das im Grenzwald Borek angelegte Dorf ist nach seinem Lokator benannt. Die Ersterwähnung erfolgte im Jahre 1226 in der Besitzbestätigungsurkunde des Klosters durch Honorius III. als Velké Juřice.
1860 lebten in Jiřice ca. 600 Menschen und in der Mitte des 20. Jahrhunderts waren es ungefähr 1000, die sich ihren Lebensunterhalt vorwiegend in den Textilfabriken von Humpolec verdienten und daneben noch geringen Ackerbau betrieben.

## Gemeindegliederung
Die Gemeinde Jiřice besteht aus den Ortsteilen Jiřice (Jirschitz), Močidla (Mocidla) und Speřice (Sperschitz) sowie der Ortslage Radostín. Grundsiedlungseinheiten sind Jiřice, Radostín-Kopaniny und Speřice.
Das Gemeindegebiet gliedert sich in die Katastralbezirke Jiřice u Humpolce und Speřice.

## Sehenswürdigkeiten
- Kirche Jakobus des Älteren, das ursprünglich gotische Bauwerk aus dem Jahre 1350 wurde in der Mitte des 17. Jahrhunderts um eine Sakristei erweitert. 1772 erfolgte ein Umbau des Schiffes, 1803 wurde der Chor neu gestaltet und 1905 erfolgte der Anbau des neogotischen Turmes.
- Barockes Pfarrhaus
- hölzerner Glockenturm auf dem Friedhof
- Linde von Jiřice, die 600–800 Jahre alte Sommerlinde hat einen Stammumfang von 828 cm
- Reste der Feste Speřice

## Persönlichkeiten
- Jan Želivský (um 1380–1422), von 1416 bis 1418 Pfarrer in Jiřice